# LXIII Puchar Gordona Bennetta (balonowy)
63. Puchar Gordona Bennetta – zawody balonów wolnych o Puchar Gordona Bennetta, które rozpoczęły się 13 września 2019 roku w Montbéliard.

## Uczestnicy
Wyniki zawodów.
| Zajęte miejsce | Nr zespołu Nr balonu Nazwa balonu                  | Załoga pilot pomocnik pilota                   | Kraj              | Czas lotu [h] | Odległość [w km] | Miejsce lądowania Miejscowość (Państwo) |
| -------------- | -------------------------------------------------- | ---------------------------------------------- | ----------------- | ------------- | ---------------- | --------------------------------------- |
| 1.             | SUI 1 HB-QRV Fribourg-Freiburg Challenge           | Laurent Sciboz Nicolas Tieche                  | Szwajcaria        | 82:03         | 1774,76          | Sfântu Gheorghe (ROU)                   |
| 2.             | SUI 2 HB-QKF MM Technics                           | Kurt Frieden Pascal Witpraechtiger             | Szwajcaria        | 88:33         | 1749,57          | Tyulenovo (BUL)                         |
| 3.             | FRA 1 F-PPGB Le Grain de folie                     | Vincent Leys Christophe Houver                 | Francja           | 89:16         | 1718,97          | Tsarichino (BUL)                        |
| 3.             | GER 2 D-OWBA Warsteiner                            | Matthias Zenge Benjamin Eimers                 | Niemcy            | 87:01         | 1718,97          | Constanta (ROU)                         |
| 5.             | GER 1 D-OMFE Ferdinand Eimermacher                 | Andreas Zumrode Axel Hunnekuhl                 | Niemcy            | 84:48         | 1716,51          | Lunca (ROU)                             |
| 6.             | BEL 1 D-ORON Estelle                               | Geert Peirsman Philippe De Cock                | Belgia            | 89:26         | 1712,71          | Dabrava (BUL)                           |
| 7.             | ESP 1 D-OMRE Ferdinand Eimermacher                 | Angel Aguirre Rial Anulfo Gonzalez Redondo     | Hiszpania         | 83:07         | 1608,82          | Samuil (BUL)                            |
| 8.             | FRA 3 F-PALL Marie Marvingt                        | Luc Monnin Alexis Bejat                        | Francja           | 68:54         | 1060,14          | Kondoros (HUN)                          |
| 9.             | USA 2 D-OTLI Russian Record Factory                | John "Andy" Cayton John Hager                  | Stany Zjednoczone | 63:36         | 694,41           | Tulln an der Donau (AUT)                |
| 10.            | AUT 2 D-OZZI                                       | Christian Wagner Nikolaus Binder               | Austria           | 68:53         | 673,25           | Matzelsdorf (AUT)                       |
| 11.            | AUS 1 D-OGBL Zonzo                                 | Dariusz Brzozowski Christopher Philip Saunders | Australia         | 39:34         | 640,48           | Grand-Fougeray (FRA)                    |
| 12.            | SUI 3 HB-QPJ Zürich                                | Walter Gschwendtner Max Krebs                  | Szwajcaria        | 34:32         | 633,45           | Marcillé-Raoul (FRA)                    |
| 13.            | AUT 1 D-ORZL Nicaero Nautilo Jules Verne Inspirito | Gerald Stuerzlinger Wolfgang Spaet             | Austria           | 27:33         | 556,17           | Bressuire (FRA)                         |
| 14.            | USA 1 N707GH All White                             | Cheryl White Mark Sullivan                     | Stany Zjednoczone | 57:48         | 426,65           | Ergoldsbach (GER)                       |
| 15.            | GBR 1 D-OCOX Belgica II                            | John Rose Ann Rich                             | Wielka Brytania   | 22:02         | 414,14           | Pontlevoy (FRA)                         |
| 16.            | FRA 2 F-PPSE Le Petit Prince                       | Eric Decellieres Benoit Havret                 | Francja           | 46:10         | 347,48           | Erdweg (GER)                            |
| 17.            | POL 1 D-OABD Orzeł Biały                           | Mateusz Rękas Jacek Bogdański                  | Polska            | 46:01         | 308,33           | Kruichen (GER)                          |
| 18.            | LUX 1 G-CGOZ Cameron Balloons                      | Carlo Arendt Claude Sauber                     | Luksemburg        | 42:47         | 28,89            | Sancey-le-Grand (FRA)                   |
| 19.            | GER 3 D-OWBI Warsteiner                            | Wilhelm Eimers Sebastian Eimers                | Niemcy            | 39:32         | 9,44             | Beaucourt (FRA)                         |
| 20.            | POL 2 SP-BMZ Misia                                 | Krzysztof Zapart Adam Ginalski                 | Polska            | 19:49         | 0,00             | Maccagno con Pino e Veddasca (ITA)      |

## Przebieg zawodów
Po proteście załogi GER 2 w związku z możliwą niejednoznacznością w interpretacji przepisu GB 7.1 Jury postanowiło częściowo podtrzymać protest i przyznać trzecie miejsce ex aequo z zespołem FRA 1. Jako odległość pokonanej trasy obu zespołów uznano 1718,97 km. Według odczytów podczas zawodów zespół FRA 1 pokonał odległość 1718,968 km, natomiast zespół GER 2 pokonał odległość 1718,941 km.
Jury zawodów ukarało zespół POL 2 za naruszenie przestrzeni powietrznej poprzez wyzerowanie przebytych kilometrów. Kara była rezultatem naruszenie regulaminu imprezy Gordona Bennetta w pkt 6.3. i 6.5. Naruszenie regulaminu wiązało się z zakazem przelotu nad Mediolanem objętym zakazem lotów balonem. Ta informacja była opublikowana w dokumentacji lotniczej.
Natomiast załoga POL 1 swój udział w zawodach musiała zakończyć z powodu zakazu przelotu nad lotniskiem w Monachium, nad które nieuchronnie pchał wiatr.